# Acca (gènere)
Acca és un gènere de plantes amb flors inclòs a la família Myrtaceae. Són arbusts i arbrets natius d'Amèrica del Sud. El gènere inclou tres espècies, Acca lanuginosa, Acca macrostema i Acca sellowiana. A. sellowiana es cultiva pels seus fruit comestibles.